# 드웨크 나와샤
드웨크 나와샤(ܕܒܝܚ ܢܦܫܐ)는 2014년 6월 설립된 군사 조직으로 아시리아 크리스트교인들은 ISIL로부터 보호하고 ISIL이 통치하고 있는 아시리아 본토를 탈환하는 것이 주 목적이다. 드웨크 나와샤는 지역 및 국제 안보군과 협력하여 작전을 펼치고 있다. 아시리아 애국당에 의해 지휘받고 있지만, 대부분의 군인들은 그 당의 당원이 아니다. 몇몇 외국인들이 드웨크 나와샤에 참여하였다. 미국인, 오스트레일리아 사람들, 그리고 프랑스인이 포함되어 있다. 니네베 평원 보호부대에서 훈련받은 매튜 반다이크를 비롯한 국제 자유의 아들들은 2015년 가을 ISIL에 맞서는 전투에 대한 훈련을 드웨크 나와샤에게 시작할 것이라 말했다.

## 같이 보기
- 니네베 평원 보호부대